# Arboretum de Wespelaer
L’arboretum Wespelaar, nom en néerlandais utilisé par la fondation dans sa communication en français, ou l'arboretum de Wespelaer est un arboretum situé à Wespelaer en Belgique. L'arboretum de Wespelaer est ouvert au public depuis 2011.  

## Historique
L'arboretum est créé en 1984 d'une extension des collections dendrologiques de Philippe de Spoelberch, sur la partie nord de son domaine de Herkenrode.
Par donation en date de 2007, la Fondation Arboretum Wespelaar est devenue propriétaire de l'ensemble des collections du site et en assure depuis lors la gestion. Plus de 2 000 taxons différents peuvent être admirés sur les 20 ha de l'arboretum. Plusieurs espèces se trouvent sur la Liste Rouge Internationale de plantes menacées de l'UICN (Union internationale pour la conservation de la nature). En plantant de façon préférentielle des espèces d’origine naturelle et reprises sur cette liste rouge, l'arboretum espère contribuer à la survie de ces arbres et arbustes.

## Particularités

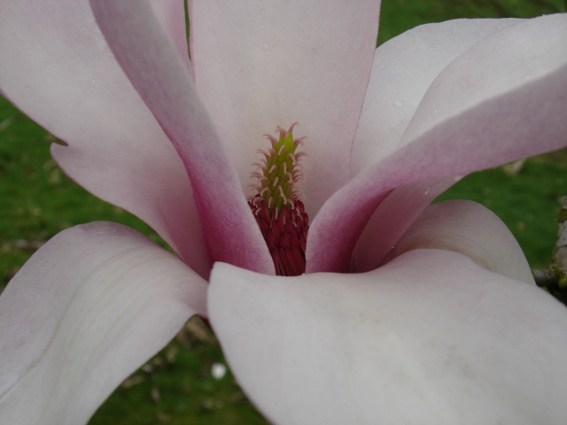
Magnolia Ann Rosse

Certains genres sont particulièrement bien représentés, notamment Acer, Magnolia, Rhododendron et Stewartia. Néanmoins, on y trouve également une grande variété d’autres arbres et arbustes comme Betula, Carpinus, Euonymus, Ilex, Tilia, Viburnum, Quercus, Styrax etc.
L'arboretum est également connu pour ses magnolias à floraison jaune,. Beaucoup de ces cultivars jaunes ont été sélectionnés et nommés par l'Arboretum Wespelaar même, dont le plus connu est le Magnolia 'Daphne'. 
L'arboretum accorde énormément d’importance à l’étiquetage correcte des arbres et arbustes et à la mise à jour et accessibilité de la base de données via le site web,. 
L’arboretum est affilié à Botanic Gardens Conservation International, une organisation qui souhaite rassembler les jardins botaniques dans un réseau de collaboration mondiale pour contribuer à la conservation de la biodiversité végétale.
L’arboretum Wespelaar fait également partie de  ArbNet, un réseau mondial d'arboretum. Par l'intermédiaire de ArbNet, de très nombreux arboretum du monde entier travaillent ensemble afin d'assurer la conservation d'arbres et de collections d'arbres. Le programme d'accréditation d'ArbNet est une initiative mondiale qui reconnait des arboretum sur base d'une série de critères professionnels. Il y a 4 niveaux de reconnaissance, dont le niveau 4 est le niveau le plus élevé. Ce niveau a été obtenu par l’arboretum Wespelaar en 2016.  